# Monomorium chobauti
Monomorium chobauti är en myrart som först beskrevs av Carlo Emery 1896.  Monomorium chobauti ingår i släktet Monomorium och familjen myror.

## Underarter
Arten delas in i följande underarter:
- M. c. ajjer
- M. c. chobauti